# Сврљишки Тимок
Сврљишки Тимок је река у Србији. Извире у подножју Сврљишких планина. После 64 km свог тока код Књажевца се спаја са Трговишким Тимоком и чини Бели Тимок.
Настаје спајањем трију крашких речица на 450 м надморске висине. Те речице су: Турија (између села Периш и Лозан), Манојличка река (село Манојлица) и Вишевска (Околишка) река (извире код села Околиште и протиче подно села Гушевац). Сврљишки Тимок затим тече кроз широку и плодну долину дугу 20 km, у којој је варошица Сврљиг (по којој је и добио име). Код села Нишевца утиче у клисуру, а ту уз реку има више кратких врела. Клисура је усечена у кречњаке око 160 м, и дужина јој је 1200 м. Низводније река протиче малом котлином близу села Варош, а затим се пробија кроз Сврљишку клисуру с местимичном ширином од 20 м, чије се стране издижу 110 - 360 м. Кроз клисуру дужине 15 km пролази железничка пруга Ниш-Зајечар-Прахово. У њој је пробијено 19 железничких тунела, који пресецају укљештене меандре. По изласку из клисуре река улази у плитку долину, и пошто прође кроз Књажевац каналисаним коритом, спаја се са Трговишким Тимоком на 209 м надморске висине. Сврљишки Тимок је дуг 65,5 km, површина његовог слива је 730,7 km², а густина речне мреже је 669 м/km². Протицај код Књажевца износи 6,7 m³/s.
Од 2006. године на реци је забележено више великих помора рибе. (Вести о помору рибе из 2007).